# EgyptAir Express

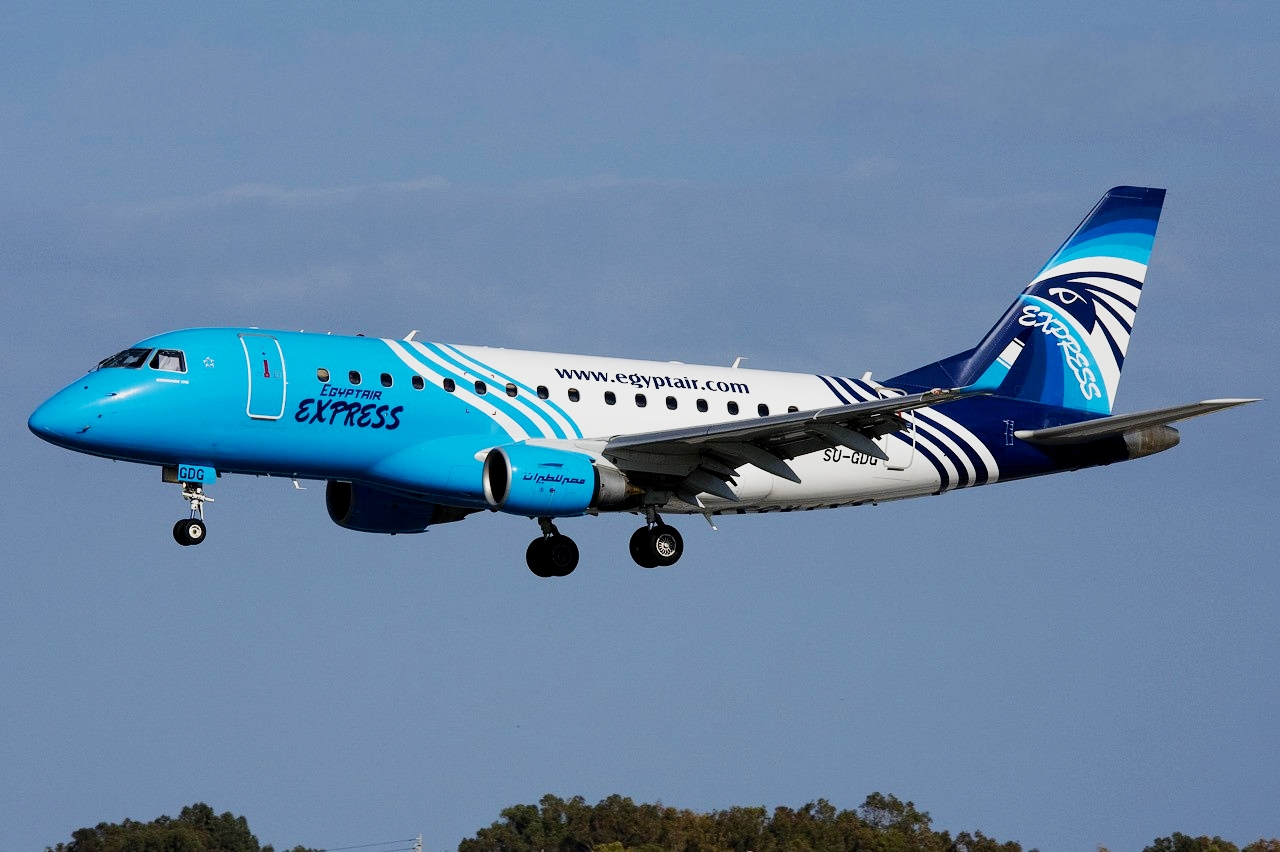

EgyptAir Express is een regionale luchtvaartmaatschappij gestationeerd in Caïro. Zij werd opgericht in 2006 als een ondersteuning van EgyptAir en begon met opereren op 1 juni 2007.

## Geschiedenis
Een geheel eigen maatschappij werd in 2006 opgericht om meer passagiers te vervoeren op zowel binnenlandse als internationale routes.
EgyptAir-woordvoerder Atef Abdel Hamid Mostafa zei: "In de voorafgaande jaren behandelden wij (EgyptAir) vooral binnenlandse vluchten die vooral te vroeg in de ochtend en te laat in de avond plaatsvonden. Dit werd veroorzaakt door het feit dat de vliegtuigen zowel op internationale routes als binnenlandse opereerden, en de omvang van de vloot beperkt was. Om te zorgen dat we binnenlandse vluchten kunnen bedienen met een dienstregeling die geschikt is voor alle markten, heeft EgyptAir besloten om een tweede maatschappij op te richten, die binnenlandse vluchten als de kern van zaken zal hebben als aanvulling op regionale vluchten."

## Bestemmingen

### Binnenland
De routes in Egypte (in mei 2008):
- Alexandrië (Luchthaven El Nouzha)
- Alexandrië (Luchthaven Borg El Arab) (Alleen in zomer)
- Aswan (Luchthaven Aswan)
- Caïro (Luchthaven Cairo Internationaal)
- Hurghada (Luchthaven Hurghada)
- Luxor (Luchthaven Luxor)
- Marsa Alam (Luchthaven Marsa Alam)
- Marsa Matruh (Luchthaven Marsa Matruh)
- Sharm el-Sheikh (Luchthaven Sharm-el-Sheikh)
- Sohag (Sohag International Airport)

### Buitenland
De routes naar het buitenland (in mei 2008):
Vanaf Alexandrië:
- Libanon
  - Beiroet (Luchthaven Rafic Hariri Internationaal)

Vanaf Caïro:
- Malta
  - Valletta (Luchthaven Luqa)

Vanaf Sharm el-Sheikh:
- Jordanië
  - Amman (Luchthaven Queen Alia Internationaal)
- Qatar
  - Doha (Luchthaven Doha Internationaal)
- Saoedi-Arabië
  - Jeddah (Luchthaven Koning Abdulaziz Internationaal)

## Vloot
De vloot van EgyptAir Express bestaat uit 6 vliegtuigen, waarvan:
| Aantal | Type          | Max. Passagiers | Kruissnelheid | Opm. |
| ------ | ------------- | --------------- | ------------- | ---- |
| 12     | Embraer E-170 | 79              | 890 km/h      |      |